# Chlístov (Neustupov)
Chlístov je vesnice v okrese Benešov, je součástí obce Neustupov. Leží v katastrálním území Dolní Borek, cca 3 km na jih od Neustupova. Je zde evidováno 15 adres.

## Historie
První písemná zmínka o vesnici pochází z roku 1384.

## Pamětihodnosti
- Tvrz Háj

## Další fotografie

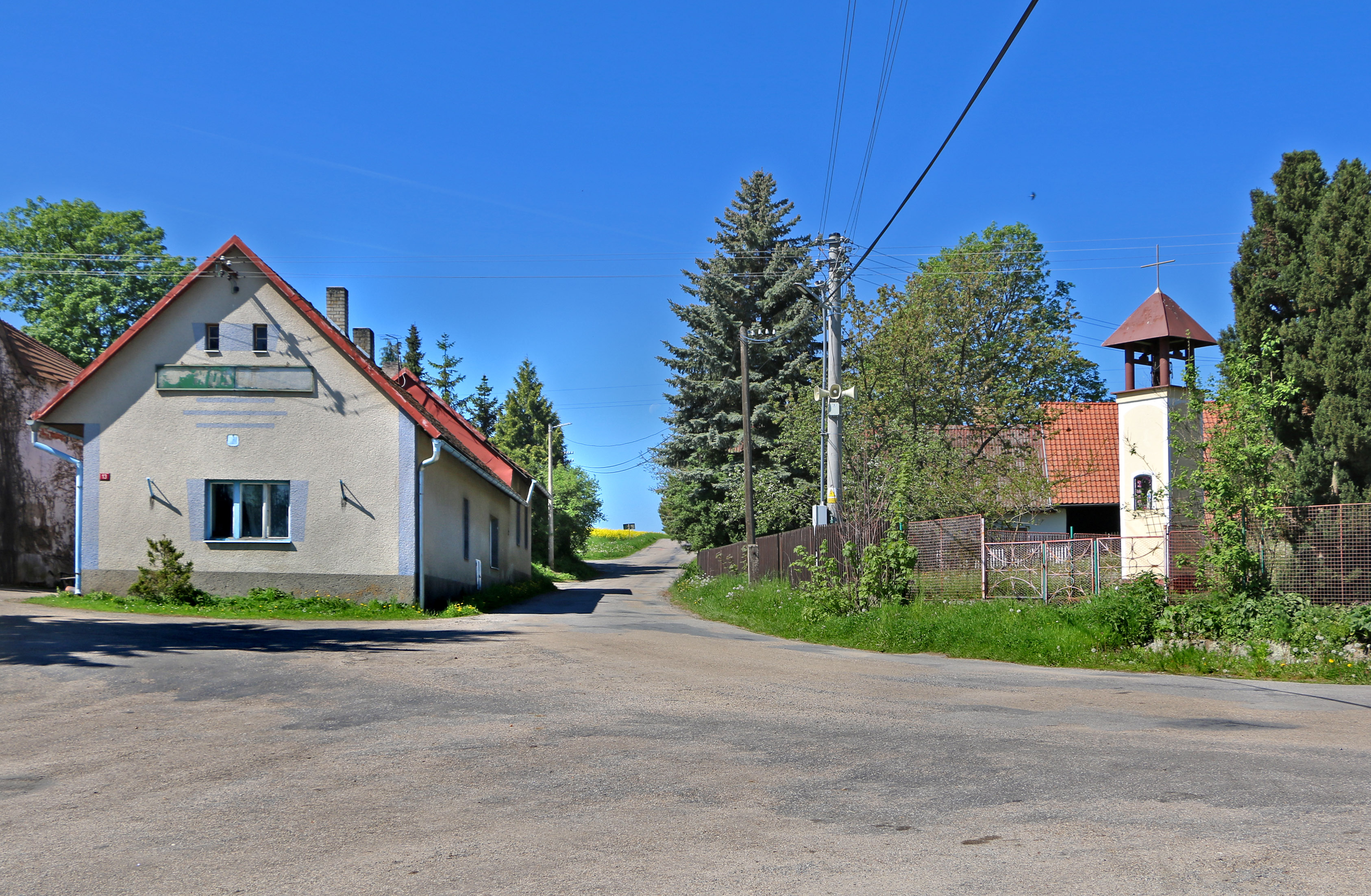
Silnice k Miličínu
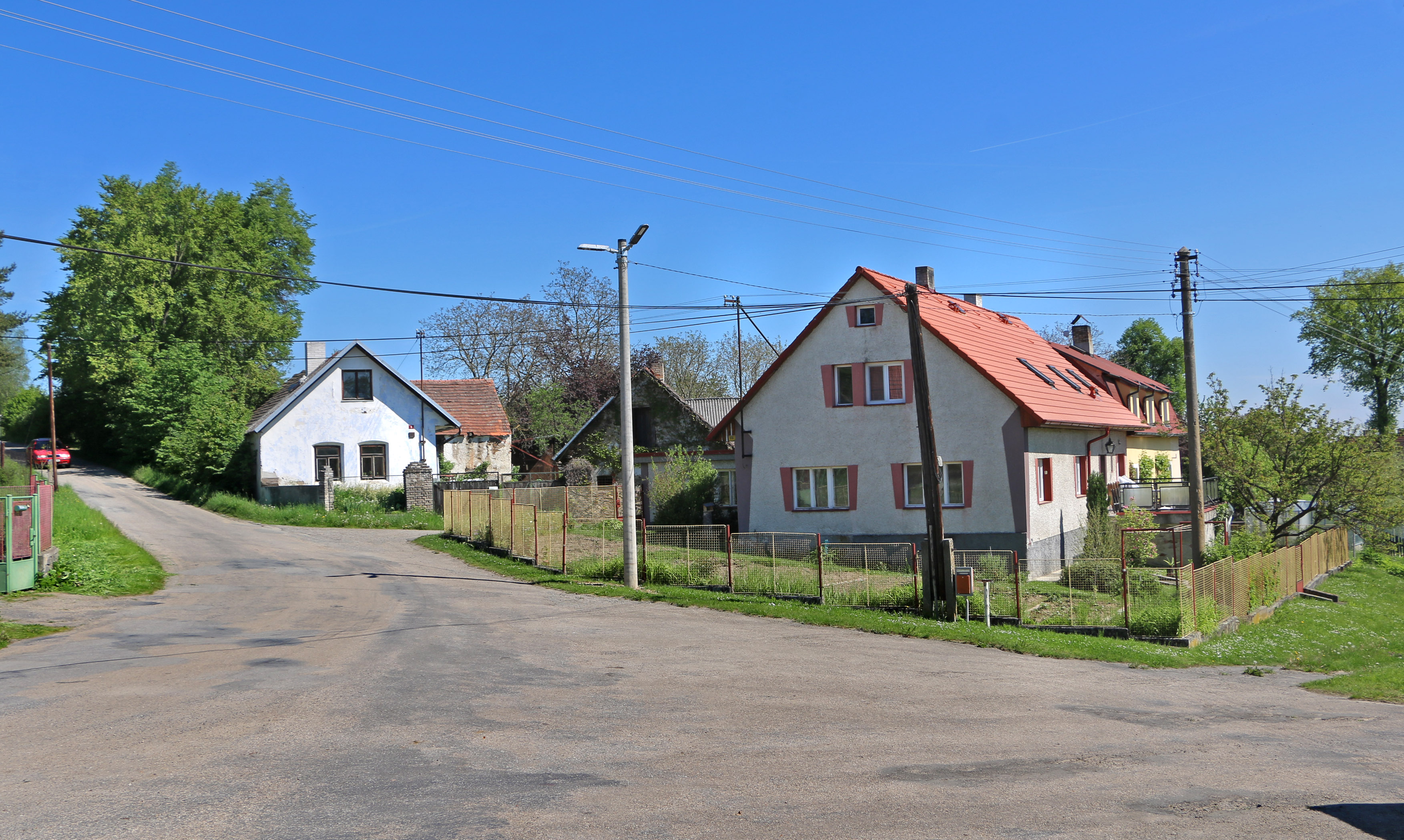
Náves
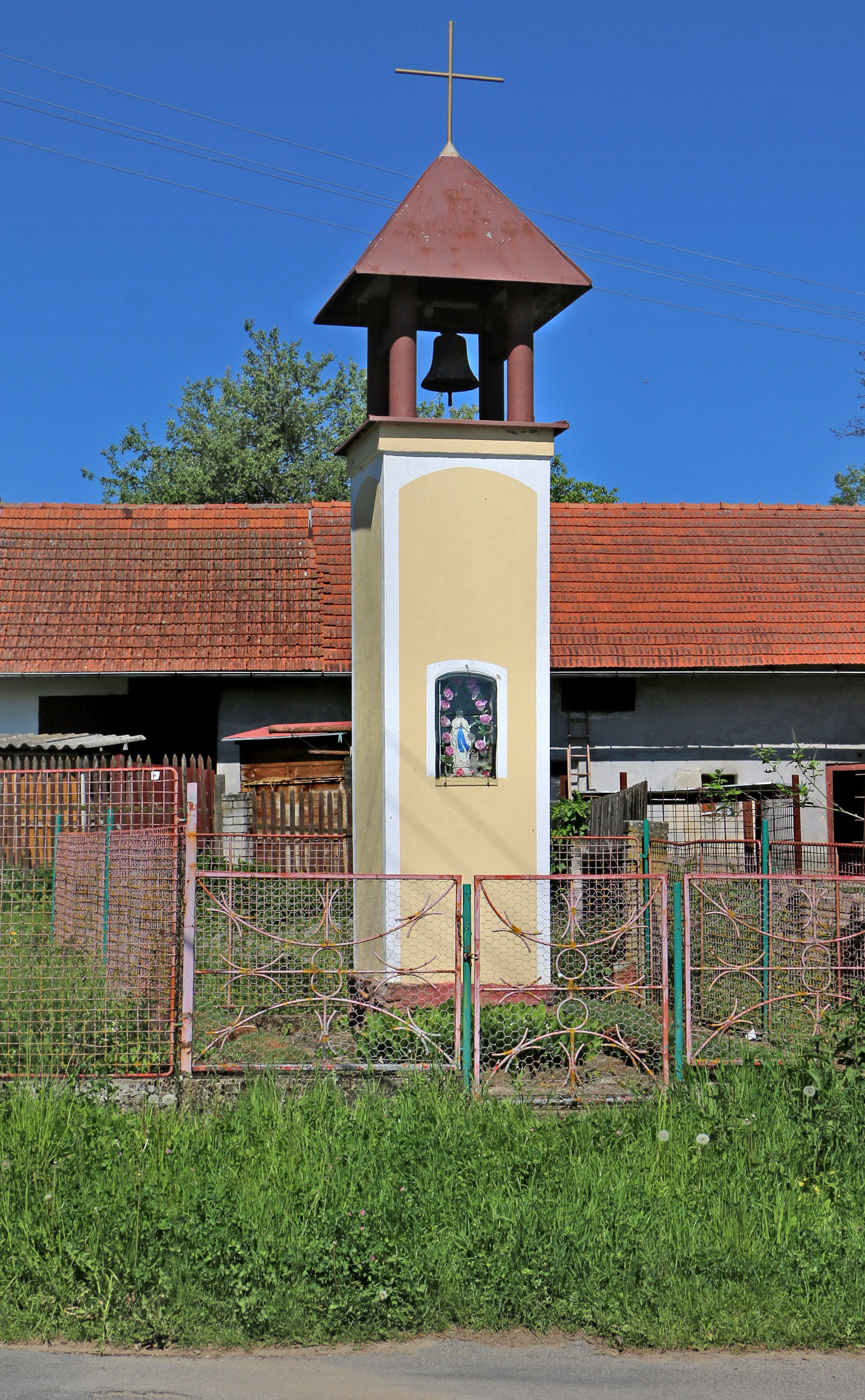
Zvonička